# Steven Lennon
Steven Lennon (Irvine, 20 januari 1988) is een Schots voetballer die als spits speelt. Lennon speelt sinds 2014 voor het IJslandse FH Hafnarfjörður.

## Erelijst
| Competitie        |                |                  |                |                |
| Competitie        | Aantal         | Jaren            |                |                |
| Fram Reykjavík    | Fram Reykjavík | Fram Reykjavík   | Fram Reykjavík | Fram Reykjavík |
| ----------------- | -------------- | ---------------- | -------------- | -------------- |
| IJslandse beker   | 1×             | 2012/13          |                |                |
| FH Hafnarfjörður  |                |                  |                |                |
| IJslands kampioen | 2×             | 2014/15, 2015/16 |                |                |

Individueel:
Topscoorder Úrvalsdeild: 1× (2019/20 17 doelpunten)